# Estourmel
Estourmel [ɛstuʁmɛl] est une commune française située dans le département du Nord (59), en région Hauts-de-France.

## Géographie

### Localisation
Estourmel est située dans la région Hauts-de-France, dans le sud du département du Nord. À vol d'oiseau, la commune est à 6,6 km de Cambrai et 6,9 km de Caudry. La capitale régionale, Lille, est à 56,8 km.
| Cauroir |           | Carnières   |
| Awoingt | Estourmel |             |
| Wambaix |           | Cattenières |

### Géologie, hydrographie
Le territoire d'Estourmel n'est traversé par aucun cours d'eau significatif.

### Hydrographie

#### Réseau hydrographique
La commune est située dans le bassin Artois-Picardie. Elle est drainée par le Grand Riot,.

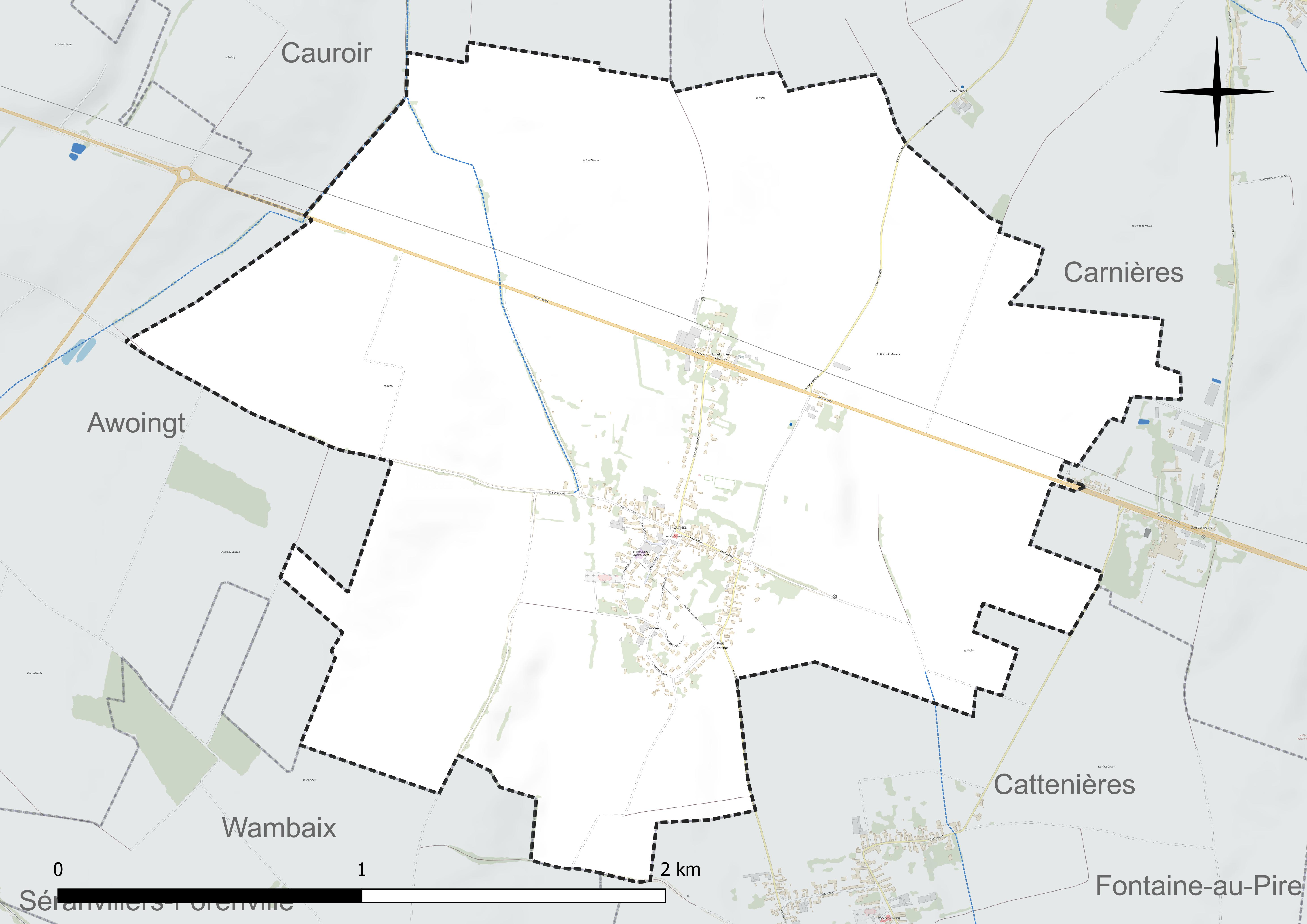
Réseau hydrographique d'Estourmel.

#### Gestion et qualité des eaux
Le territoire communal est couvert par le schéma d'aménagement et de gestion des eaux (SAGE) « Escaut ». Ce document de planification concerne un territoire de 2 005 km2 de superficie, délimité par le bassin versant de l'Escaut. Le périmètre a été arrêté le 9 juin 2006 et le SAGE proprement dit a été approuvé le 13 juillet 2021. La structure porteuse de l'élaboration et de la mise en œuvre est le syndicat mixte Escaut et Affluents (SyMEA). 
La qualité des cours d'eau peut être consultée sur un site dédié géré par les agences de l'eau et l'Agence française pour la biodiversité. 

### Climat
Pour des articles plus généraux, voir Climat des Hauts-de-France et Climat du Nord.
En 2010, le climat de la commune est de type climat océanique dégradé des plaines du Centre et du Nord, selon une étude du CNRS s'appuyant sur une série de données couvrant la période 1971-2000. En 2020, Météo-France publie une typologie des climats de la France métropolitaine dans laquelle la commune est dans une zone de transition entre le climat océanique et le climat océanique altéré et est dans la région climatique  Nord-est du bassin Parisien, caractérisée par un ensoleillement médiocre, une pluviométrie moyenne régulièrement répartie au cours de l'année et un hiver froid (3 °C). 
Pour la période 1971-2000, la température annuelle moyenne est de 10,1 °C, avec une amplitude thermique annuelle de 14,8 °C. Le cumul annuel moyen de précipitations est de 720 mm, avec 11,9 jours de précipitations en janvier et 9 jours en juillet. Pour la période 1991-2020, la température moyenne annuelle observée sur la station météorologique la plus proche, située sur la commune d'Épehy à 21 km à vol d'oiseau, est de 10,6 °C et le cumul annuel moyen de précipitations est de 752,8 mm,. Pour l'avenir, les paramètres climatiques de la commune estimés pour 2050 selon différents scénarios d'émission de gaz à effet de serre sont consultables sur un site dédié publié par Météo-France en novembre 2022.

### Voies de communication et transports
Estourmel est traversée par la route départementale D643 de Catillon-sur-Sambre à Cambrai, ancienne RN39, ainsi que par la D118 d'Iwuy à Élincourt.

## Urbanisme

### Typologie
Au 1er janvier 2024, Estourmel est catégorisée commune rurale à habitat dispersé, selon la nouvelle grille communale de densité à sept niveaux définie par l'Insee en 2022.
Elle est située hors unité urbaine. Par ailleurs la commune fait partie de l'aire d'attraction de Cambrai, dont elle est une commune de la couronne,. Cette aire, qui regroupe 64 communes, est catégorisée dans les aires de 50 000 à moins de 200 000 habitants,.

### Occupation des sols
L'occupation des sols de la commune, telle qu'elle ressort de la base de données européenne d'occupation biophysique des sols Corine Land Cover (CLC), est marquée par l'importance des territoires agricoles (91,9 % en 2018), en diminution par rapport à 1990 (95,3 %). La répartition détaillée en 2018 est la suivante : 
terres arables (91,8 %), zones urbanisées (8,1 %). L'évolution de l'occupation des sols de la commune et de ses infrastructures peut être observée sur les différentes représentations cartographiques du territoire : la carte de Cassini (XVIIIe siècle), la carte d'état-major (1820-1866) et les cartes ou photos aériennes de l'IGN pour la période actuelle (1950 à aujourd'hui).

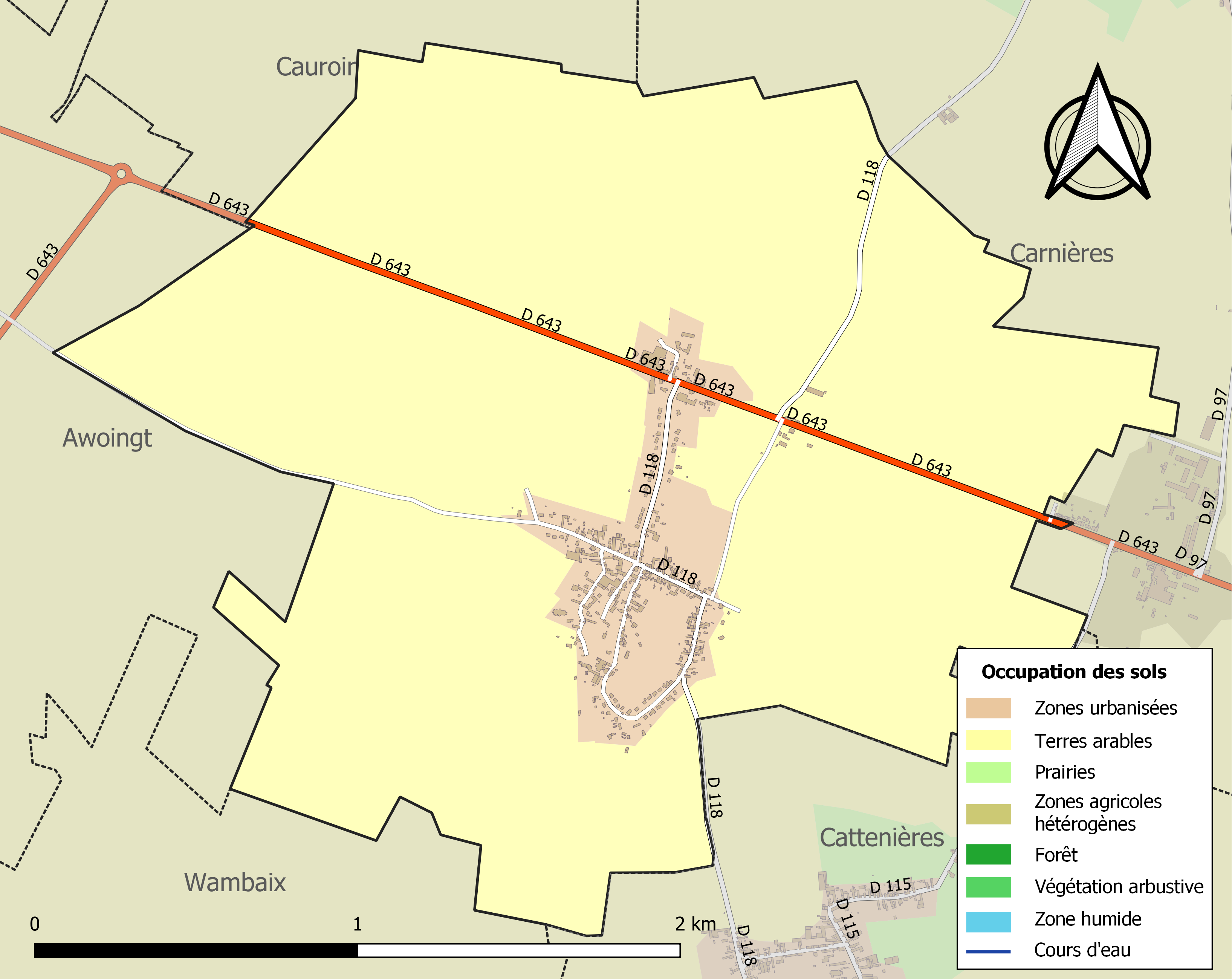
Carte des infrastructures et de l'occupation des sols de la commune en 2018 (CLC).

## Histoire
Au XIe siècle, Reimbold Creton d'Estourmel était un chevalier de Godefroy de Bouillon. Il fut avec lui le premier à poser les pieds sur le mur de Jérusalem. Le gisant de Gilles d'Estourmel mort en 1522 se trouve à l'église Saint-Vulgan d'Estourmel.
Aujourd'hui, les ruines du château et de ses souterrains sont encore visibles sous la forme d'une butte boisée, à proximité de l'église d'Estourmel.

## Héraldique
|  | Les armes d'Estourmel se blasonnent ainsi :"De gueules à la croix dentelée d'argent" . |

## Politique et administration

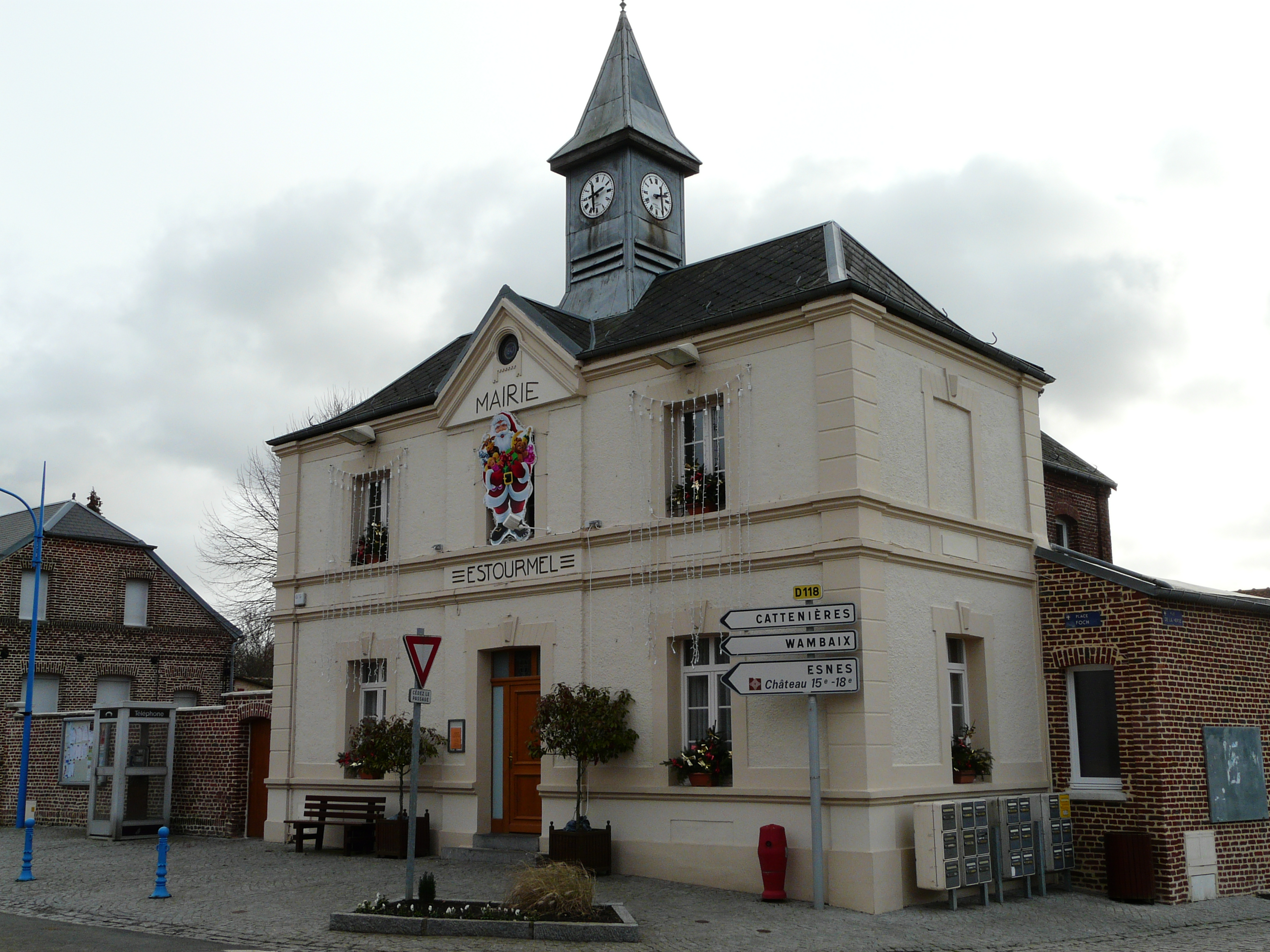
La mairie

| Période            | Période                                    | Identité                                       | Étiquette | Qualité                       |
| ------------------ | ------------------------------------------ | ---------------------------------------------- | --------- | ----------------------------- |
| maire en 1802-1803 |                                            | Vulgan Hutin                                   |           |                               |
| maire en 1807      |                                            | Henno                                          |           |                               |
| maire en 1808      |                                            | Bochard                                        |           |                               |
| maire en 1881      | 19 novembre 1907 (mort en cours de mandat) | Émile Fénelon Fleury dit Fénelon Fleury-Hutin. |           | Rentier                       |
| 1907               | juin 1908                                  | Charles Hutin                                  |           | Maire par intérim             |
| juin 1908          | après 1920                                 | Camille Rossi                                  |           | Gendre d'Émile Fénelon Fleury |
| Maire en 1927      |                                            | M. Fleury                                      |           |                               |
| mars 2001          | mars 2008                                  | Danièle Richez                                 |           |                               |
| mars 2008          | En cours                                   | Bernard Plet                                   |           |                               |

### Rattachements administratifs et électoraux
Estourmel est située dans l'arrondissement de Cambrai. La commune était rattachée au canton de Carnières, supprimé à la suite du redécoupage cantonal de 2014, et relève maintenant du canton de Caudry. Elle est rattachée à la dix-huitième circonscription du Nord.
Estourmel relève du tribunal d'instance de Cambrai, du tribunal de grande instance de Cambrai, de la cour d'appel de Douai, du tribunal pour enfants de Cambrai, du conseil de prud'hommes de Cambrai, du tribunal de commerce de Douai, du tribunal administratif de Lille et de la cour administrative d'appel de Douai.

## Population et société

### Démographie

#### Évolution démographique
L'évolution du nombre d'habitants est connue à travers les recensements de la population effectués dans la commune depuis 1793. Pour les communes de moins de 10 000 habitants, une enquête de recensement portant sur toute la population est réalisée tous les cinq ans, les populations de référence des années intermédiaires étant quant à elles estimées par interpolation ou extrapolation. Pour la commune, le premier recensement exhaustif entrant dans le cadre du nouveau dispositif a été réalisé en 2005.

En 2022, la commune comptait 470 habitants, en évolution de +2,17 % par rapport à 2016 (Nord : +0,51 %, France hors Mayotte : +2,11 %).
| 1793 | 1800 | 1806 | 1821 | 1831 | 1836 | 1841 | 1846 | 1851 |
| ---- | ---- | ---- | ---- | ---- | ---- | ---- | ---- | ---- |
| 371  | 419  | 433  | 503  | 614  | 625  | 637  | 701  | 667  |

| 1856 | 1861 | 1866 | 1872 | 1876 | 1881 | 1886 | 1891 | 1896 |
| ---- | ---- | ---- | ---- | ---- | ---- | ---- | ---- | ---- |
| 675  | 701  | 710  | 713  | 771  | 724  | 667  | 670  | 660  |

| 1901 | 1906 | 1911 | 1921 | 1926 | 1931 | 1936 | 1946 | 1954 |
| ---- | ---- | ---- | ---- | ---- | ---- | ---- | ---- | ---- |
| 648  | 613  | 594  | 473  | 461  | 462  | 458  | 422  | 419  |

| 1962 | 1968 | 1975 | 1982 | 1990 | 1999 | 2005 | 2006 | 2010 |
| ---- | ---- | ---- | ---- | ---- | ---- | ---- | ---- | ---- |
| 410  | 408  | 405  | 404  | 411  | 419  | 440  | 442  | 453  |

| 2015 | 2020 | 2022 | - | - | - | - | - | - |
| ---- | ---- | ---- | - | - | - | - | - | - |
| 461  | 457  | 470  | - | - | - | - | - | - |

#### Pyramide des âges
La population de la commune est relativement jeune.
En 2018, le taux de personnes d'un âge inférieur à 30 ans s'élève à 30,8 %, soit en dessous de la moyenne départementale (39,5 %). À l'inverse, le taux de personnes d'âge supérieur à 60 ans est de 26,1 % la même année, alors qu'il est de 22,5 % au niveau départemental.
En 2018, la commune comptait 240 hommes pour 220 femmes, soit un taux de 52,17 % d'hommes, largement supérieur au taux départemental (48,23 %).
Les pyramides des âges de la commune et du département s'établissent comme suit.
| Hommes | Classe d’âge | Femmes |
| ------ | ------------ | ------ |
| 0,4    | 90 ou +      | 2,3    |
| 5,5    | 75-89 ans    | 5,0    |
| 20,6   | 60-74 ans    | 18,3   |
| 21,8   | 45-59 ans    | 24,2   |
| 20,2   | 30-44 ans    | 20,1   |
| 14,7   | 15-29 ans    | 11,0   |
| 16,8   | 0-14 ans     | 19,2   |

| Hommes | Classe d’âge | Femmes |
| ------ | ------------ | ------ |
| 0,5    | 90 ou +      | 1,4    |
| 5,3    | 75-89 ans    | 8,1    |
| 14,8   | 60-74 ans    | 16,2   |
| 19,1   | 45-59 ans    | 18,4   |
| 19,5   | 30-44 ans    | 18,7   |
| 20,7   | 15-29 ans    | 19,1   |
| 20,2   | 0-14 ans     | 18     |

### Culte
Les Estourmelois disposent d'un lieu de culte catholique : l'église Saint-Vulgan. Cette église dépend de la paroisse « Saint-Joseph en Cambrésis » rattachée à l'archidiocèse de Cambrai.

## Économie

### Revenus et fiscalité
En 2011, le revenu fiscal médian par ménage était de 38 519 €, ce qui plaçait Estourmel au 4 191e rang parmi les 31 886 communes de plus de 49 ménages en métropole.

## Lieux et monuments
- Ruines du château

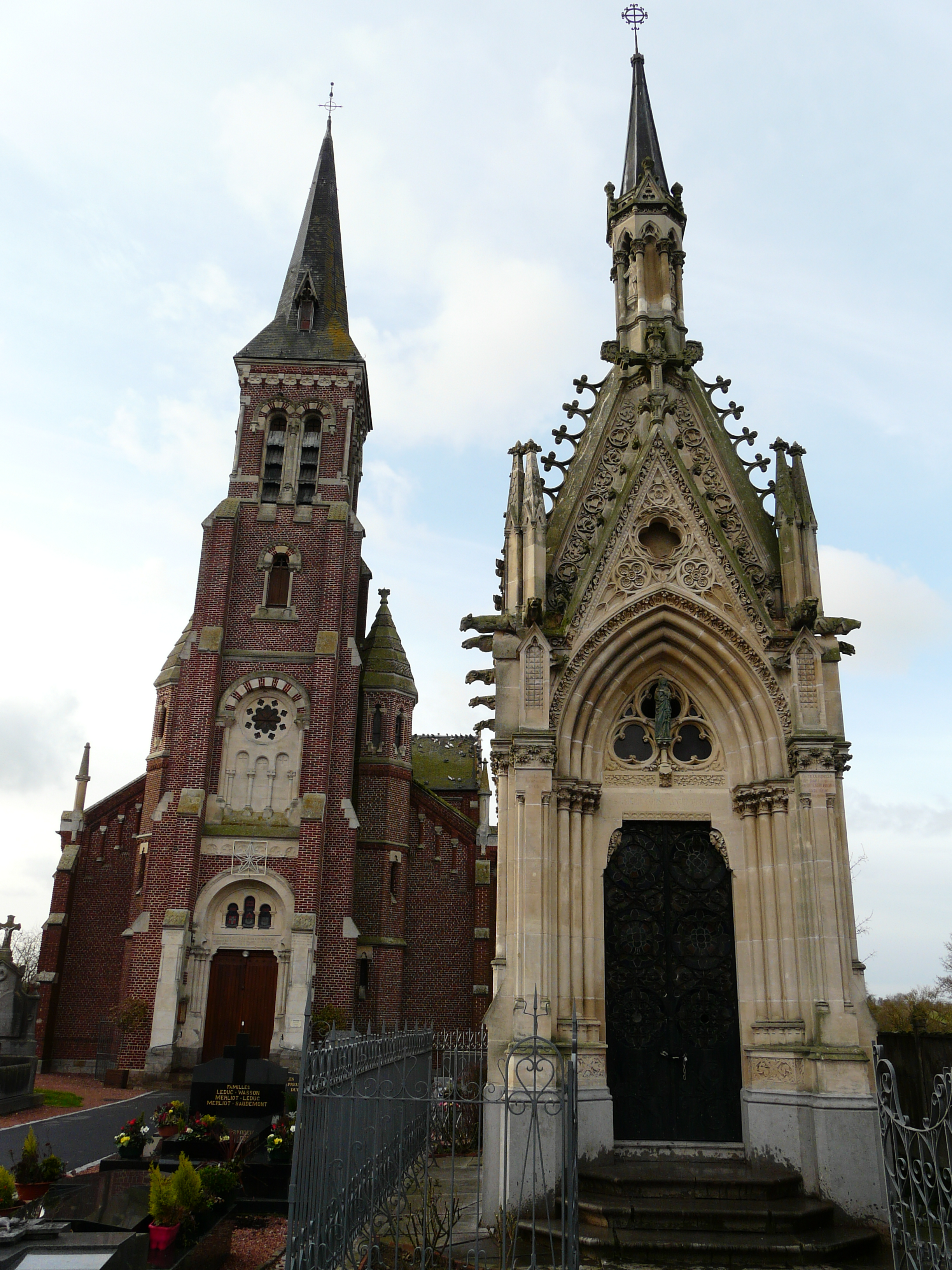
L'église Saint-Vulgan et la chapelle Bricout

- Le Parc d'Estourmel était un parc animalier et une plaine de jeux pour enfants situés sur le territoire de la commune. Ouvert en 1967, il se développait sur 6 ha et accueillait 200 animaux de 35 espèces - dont des oiseaux - la plupart étant en semi-liberté. Le parc ferma en 2013[29].
- Église Saint-Vulgan d'Estourmel.
- Chapelle Bricout.

## Personnalités liées à la commune
- Reimbold Creton, chevalier s'étant illustré par sa vaillance lors de la Première croisade, sous les ordres de Godefroid de Bouillon[30].

## Pour approfondir